# Agustín Blánquez Fraile
Agustín Blánquez Fraile (Valladolid, 28 de agosto de 1883-Barcelona, 24 de mayo de 1965) fue un traductor del latín y del griego clásico, historiador, arqueólogo y bibliotecario español.

## Biografía
Estudió en la Universidad Central de Madrid donde se doctoró en Filosofía y Letras con premio extraordinario y obtuvo una licenciatura en Derecho.
Desarrolló su tesis doctoral sobre el dialecto leonés y publicó su disertación Límites del dialecto leonés en 1907. En 1911 opositó al Cuerpo Facultaltivo de Archiveros, Bibliotecarios y Arqueólogos. El mismo año tomó posesión como archivero de Hacienda y jefe de la biblioteca del Instituto provincial de Palencia, cargo desde el cual halló diversos incunables. En Barcelona fue nombrado Jefe de Archiveros, Bibliotecas y Museos y Jefe de los Servicios de Recuperación en Gerona. En esta última ciudad reinstaló el Museo de San Pedro de Galligans y dirigió el Museo de Ampurias.
En 1943, fue designado director de la Biblioteca Universitaria de Barcelona, donde organizó numerosas exhibiciones tales como El Libro Impreso en Barcelona, El Centenario de los Reyes Católicos, Libros de Mística, Estampas y Grabados, etc. En 1945, inició la publicación de los catálogos de la Biblioteca con los Incunables de la Biblioteca Universitaria. En 1953 fue jubilado reglamentariamente como director de la Biblioteca Universitaria pero en reconocimiento a su labor fue galardonado con el título de director honorario de la misma institución y prosiguió con la dirección efectiva de su servicio.
También fue profesor de la Escuela de Bibliotecarias de la Universidad de Barcelona donde enseñó latín y literatura hasta 1962. Fue profesor y catedrático honorario de la Universidad de Filosofía y Letras de Barcelona. Fue asimismo archivero del Archivo de la Audiencia Territorial de Barcelona y tesorero de la Asociación de Archiveros, Bibliotecarios y Arqueólogos de España.
Es autor del Diccionario latino-español (1946), su obra más conocida, publicada por la Editorial Sopena en diversas ediciones y reimpresiones hasta 1997. Su diccionario Español - Latino fue publicado póstumamente en 1966.
En octubre de 2012, la Editorial Gredos lanzó una nueva edición de los dos tomos del Diccionario Latino-Español en un único volumen de 1744 páginas. Se trata de una edición facsímil que reproduce la quinta y definitiva versión de la obra.
Su traducción del tratado de Vitruvio De Architectura, publicada póstumamente en 1970, corrigió muchos errores de traducciones anteriores, que fueron realizadas pensando más en el latín que en la arquitectura.

## Obras
Límites del dialecto leonés occidental en Alcañices, Puebla de Sanabria y La Bañeza, Junta para ampliación de estudios e investigaciones científicas: Memoria correspondiente al año 1907. Madrid, Hijos de M. Tello, Apéndice 1 (p 67-78). Este documento puede descargarse en http://aleph.csic.es/imagenes/mad01/0013_JAE/120256_Memoria_1907.pdf (enlace roto disponible en Internet Archive; véase el historial, la primera versión y la última)..
Historia de España (1931, 1936)
Geografía Universal (1931, 1936, 1942)
Geografía de España (1934, 1943)
Elementos de Gramática Latina (1936, 1943)
Diccionario Latino - Español (1946-1965, 1997, 2012)
Diccionario Español - Latino (1966, 1997)
Diccionario Manual Latino-Español y Español-Latino (1958, 1965, 1984)

## Traducciones y prólogos
Los Vagabundos de Máximo Gorki. Traducción y prefacio. (Ramón Sopena 1932)
Discursos Políticos y Forenses de Cicerón. Traducción, prólogo y notas (Iberia 1958)
Dramas y Tragedias de Sófocles (Edipo rey, Edipo en Colona, Antígona, Electra, Las traquinias, Filoctetes, Áyax) (Iberia 1955)
Los diez libros de arquitectura, Marco Lucio Vitrubio. Traducción, prólogo y notas (Iberia, 1970, con múltiples reimpresiones posteriores)
Historia de la guerra del Peloponeso, Tucídides. Traducción, prólogo y notas (Iberia 1963)
Los deberes, Cicerón. Prólogo, traducción y notas (Iberia, 1946)
Los ocho libros de la medicina, Aulo Cornelio Celso. Traducción, prólogo y notas (Iberia, 1966)
Teatro completo, Miguel de Cervantes. Prólogo y notas (Iberia, 1966)
Teatro Completo de Séneca (Medea, Las Troyanas, Las Fenicias, Hércules Enloquecido, Edipo, Agamenon Tieste, Hércules en el monte Eta), Octavia, Traducción, prólogo y notas (Iberia 1958)